# Шоссе 99 (Израиль)
Шоссе 99 (ивр. כביש 99‎ , англ. Highway 99) — израильское шоссе, ведущее с востока на запад в северной части Израиля. Длина шоссе 24 км, оно ведет от города Кирьят-Шмона через Голанские высоты до посёлка Масаада.

## История
В 2016 году был сделан полный капитальный ремонт шоссе 99 на участке около 3 километров от Кирьят-Шмона до въезда в Кфар-Юваль при объеме инвестиций в 2,5 миллиона шекелей. 

## Перекрёсткииразвязки
| Километр | Название                                     | Тип | Расположение     | Пересечение дорог |
| -------- | -------------------------------------------- | --- | ---------------- | ----------------- |
| 0        | ивр. צומת המצודות‎ (перекресток ха-Мецудот)   |     | Кирьят-Шмона     | Шоссе 90          |
| 4        | ивр. מחלף הגושרים‎ (развязка ха-Гошрим)       |     | Ха-Гошрим        | Въезд в Ха-Гошрим |
| 5        | ивр. צומת חורשת טל‎ (перекресток Хуршат-Таль) |     | Верхняя Галилея  | Шоссе 918         |
| 11       | ивр. צומת שיאון‎ (перекресток Сион)           |     | Верхняя Галилея  | Шоссе 999         |
| 14       | ивр. צומת בניאס‎ (перекресток Баниас)         |     | Голанские высоты | Автодорога        |
| 17       | ивр. צומת סער‎ (перекресток Саар)             |     | Голанские высоты | Шоссе 989         |
| 24       | ивр. צומת מסעדה‎ (перекресток Масаада)        |     | Масаада          | Шоссе 98          |

## Достопримечательности
- Хуршат-Таль
- Баниас
- Дан
- Снир (Хацбани)
- Река Саар